# هایسیمو
هایسیمو (به لاتین: Haysimo) یک منطقهٔ مسکونی در سومالی‌لند است. هایسیمو ۸۲٬۴۹۳ نفر جمعیت دارد.